# Lycosa interstitialis
Lycosa interstitialis este o specie de păianjeni din genul Lycosa, familia Lycosidae. A fost descrisă pentru prima dată de Strand, 1906.
Este endemică în Algeria. Conform Catalogue of Life specia Lycosa interstitialis nu are subspecii cunoscute.